# Zamek Dolny w Bibrze
Zamek Dolny w Bibrze (niem. Unteres Schloss, Nowy Zamek) – zabytkowy zamek w miejscowości Bibra, w gminie Grabfeld, w powiecie Schmalkalden-Meiningen, w kraju związkowym Turyngia (Niemcy).
Zamek Dolny został zbudowany w 1558 i jest jednym z najpiękniejszych kamiennych budynków mieszkalnych z okresu renesansu w mieście.

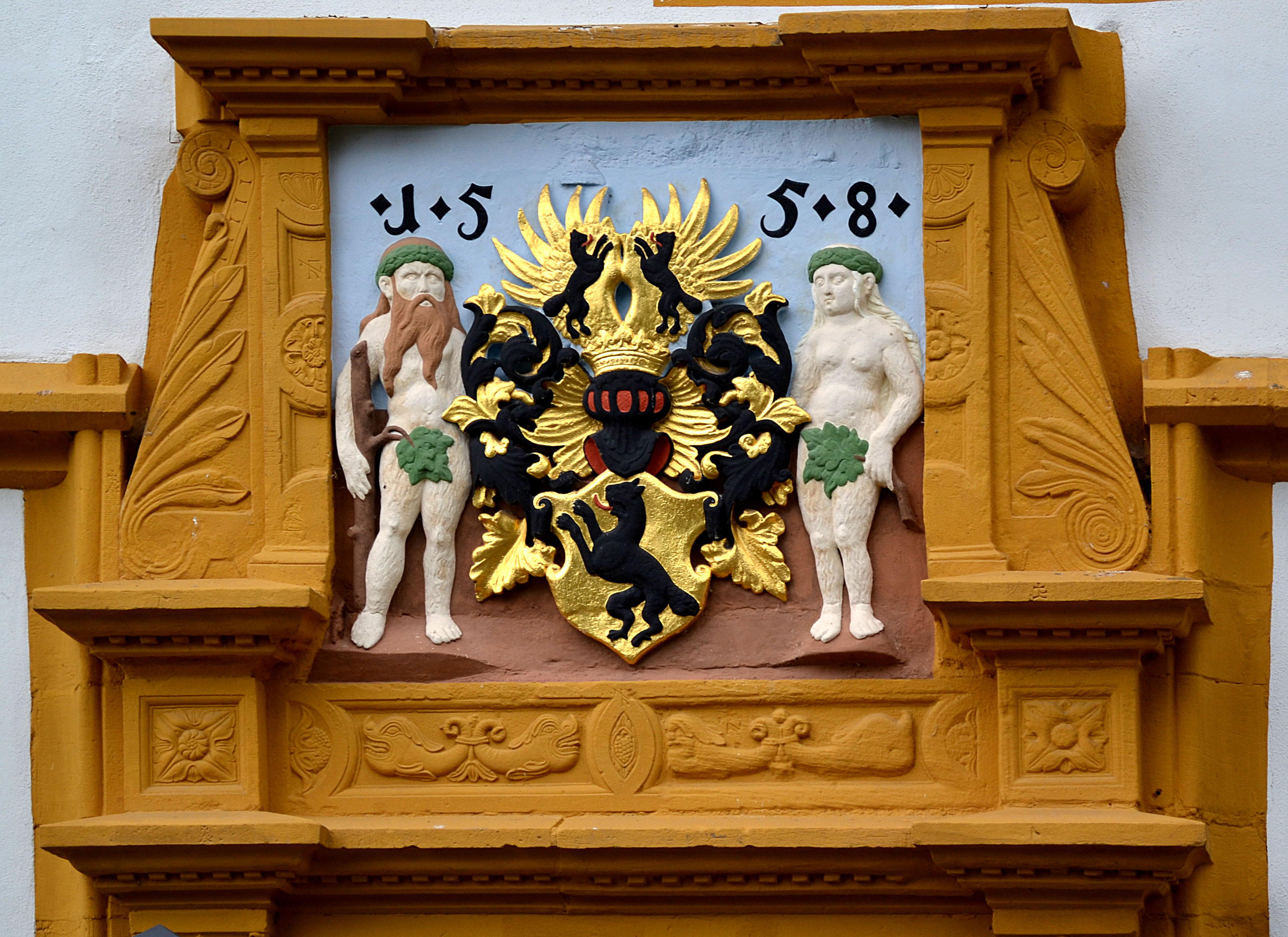
Fronton z herbem von Bibra
Rys. Georg Lilie, 1905
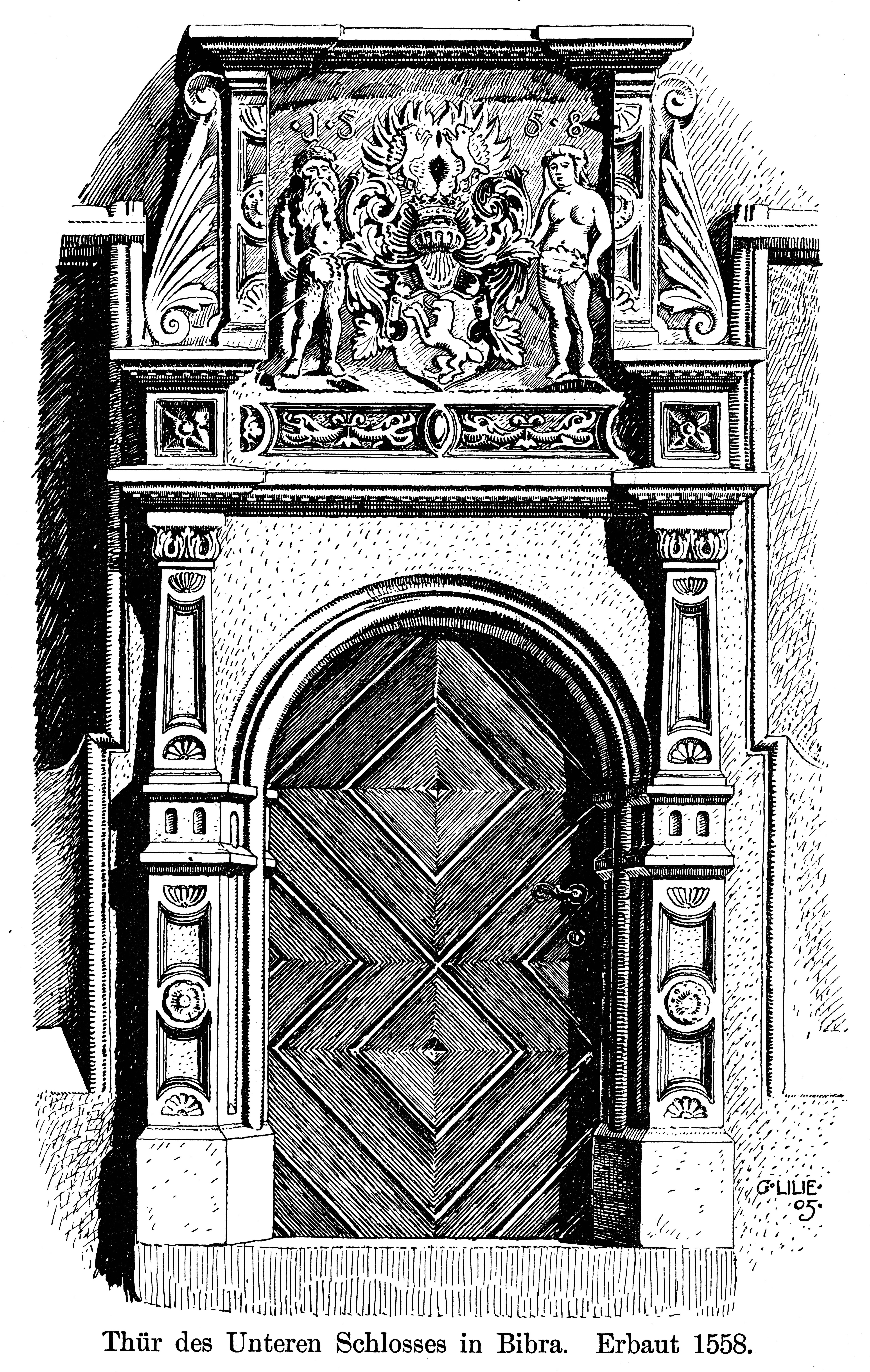
Portal z herbem (Georg Lilie, 1905)
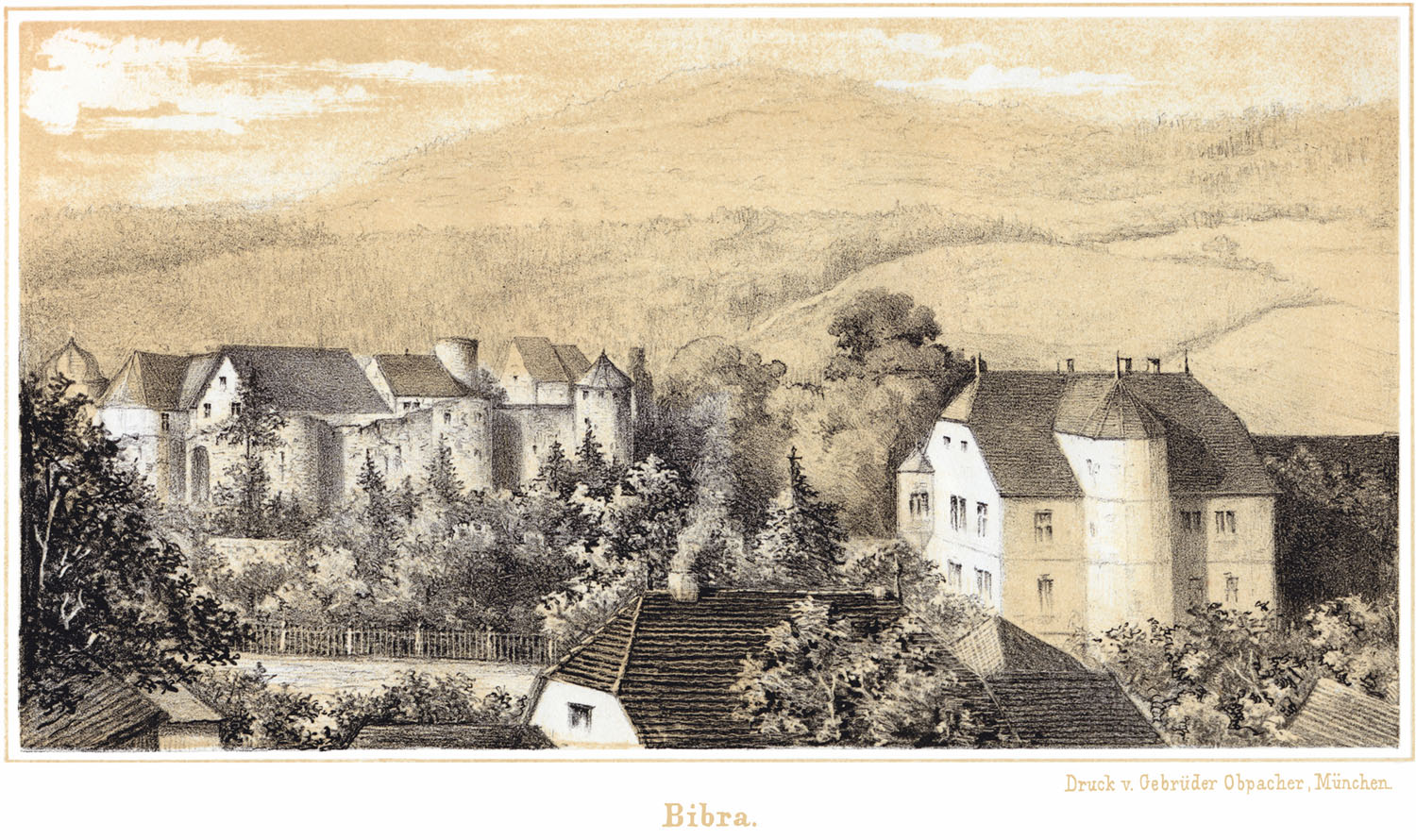
Zamek
Zamek wg A. von Bibra (1860)
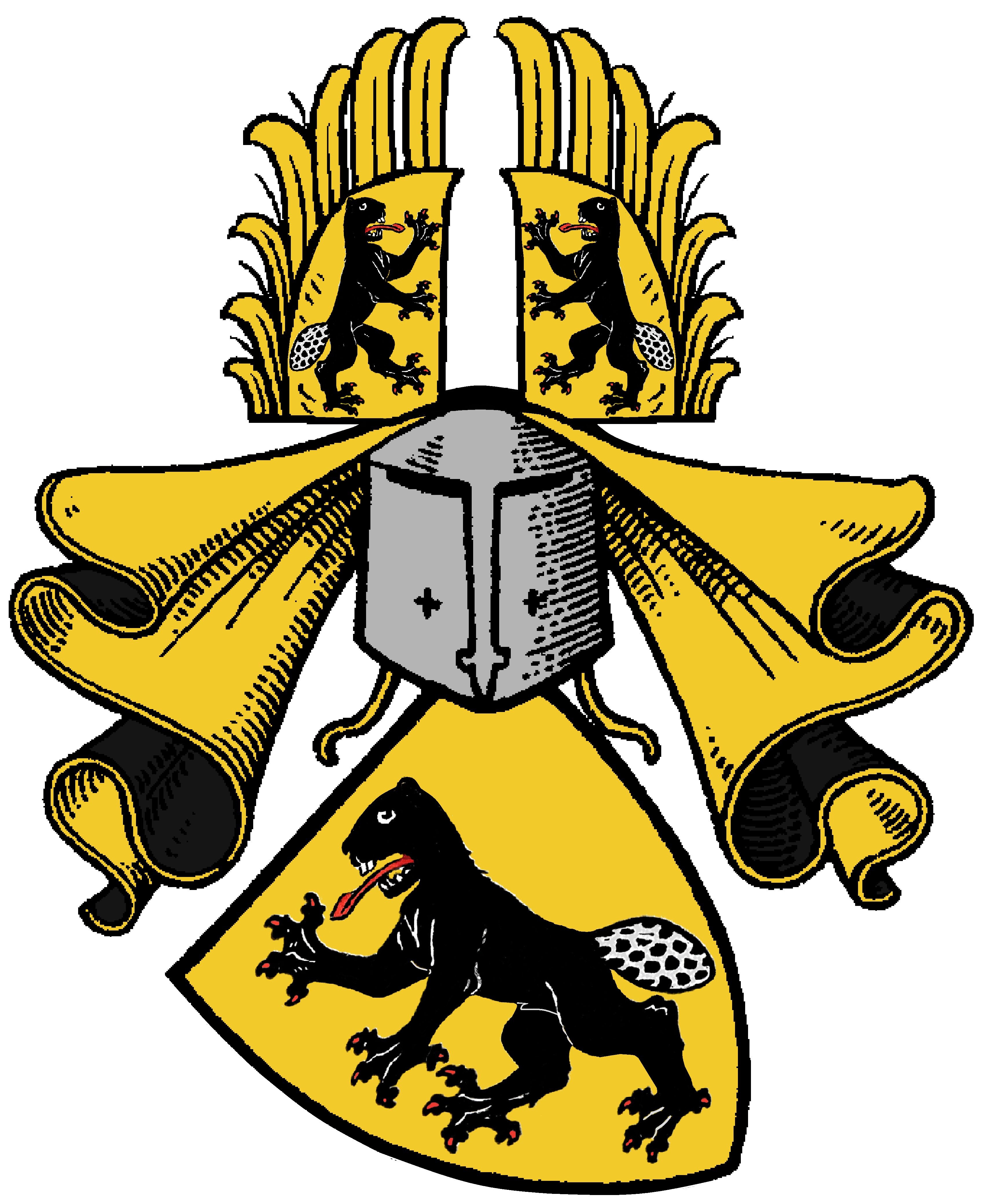
Herb von Bibra